# Udo IV de Stade
Udo IV (m. 15 de febrero de 1130), margrave de la Marca del Norte y conde de Stade (como Udo V) y conde de Freckleben, hijo de Rodolfo I de la Marca del Norte, y Ricardis, hija de Germán de 
Sponheim, burgrave de Magdeburgo. No queda claro por qué se le conoce con el nombre abreviado de Udo en oposición al tradicional Lotario Udo de sus antepasados.
Cuando Enrique II murió el 4 de diciembre de 1128 sin heredero, su tío Alberto el Oso quiso ser margrave, pero a Udo lo favorecía el emperador Enrique III y asumió el control del margraviato. Siguió en un acerbo enfrentamiento con Alberto durante el resto de su vida, y Alberto al final fue convertido en margrave.
En 1128, Udo se casó con Matilde, la hija del conde Germán I de Winzenburg. La identidad precisa de su madre no se conoce, pero era probablemente bien Eduvigis de Assel-Woltingerode o Eduvigis de Carniola-Istria. Es interesante que Matilde era medio hermana de Alberto el Oso, el archienemigo de su esposo. Para complicar aún más las relaciones familiares, su hermano Germán fue el tercer esposo de Lutgarda de Salzwedel, hija de Rodolfo I y por lo tanto hermana de Udo.
El 15 de marzo de 1130,  Udo fue asesinado por servidores de Alberto cerca de Aschersleben. No dejó heredero varón y le sucedió como margrave Conrado de Plötzkau.